# 압축 감지
압축 감지 또는 압축 센싱(Compressed sensing)은 부족 결정된 선형 시스템에 대한 솔루션을 찾아 신호 (전자공학)를 효율적으로 획득하고 재구성하기 위한 신호 처리 기술이다. 이는 최적화를 통해 신호의 희박성을 활용하여 나이퀴스트-섀넌 표본화 정리에서 요구하는 것보다 훨씬 적은 수의 샘플에서 신호를 복구할 수 있다는 원리에 기반을 두고 있다. 복구가 가능한 조건은 두 가지이다. 첫 번째는 희소성이다. 이는 일부 도메인에서 신호가 희박해야 한다. 두 번째는 비일관성(incoherence)으로, 아이소메트릭 특성을 통해 적용되며 희소 신호에 충분하다. 압축 감지는 예를 들어 불일치 조건이 일반적으로 충족되는 MRI에 적용된다.